# Editora PUC Minas
A Editora PUC Minas é uma editora brasileira, sediada na cidade de Belo Horizonte, como órgão suplementar da Pontifícia Universidade Católica de Minas Gerais.
Faz parte da Associação Brasileira de Editoras Universitárias – Abeu – e vem implementando estratégias que agilizam a circulação de seus produtos num mercado cada vez mais profissionalizado e competitivo. Assim, participa desde 2002 do Salão do Livro de Belo Horizonte, bem como de outros eventos culturais voltados ao mercado editorial.

## História
Criada em setembro de 2002, a Editora PUC Minas funciona à Rua Padre Pedro Evangelista, nº 377, próximo ao acesso 2 da Unidade Coração Eucarístico . Conta com uma equipe atenta ao compromisso de desenvolver projetos que privilegiem publicações de qualidade cultural e editorial. Colaboradores externos também são chamados a participar das diversas fases do trabalho de editoração, desde a apreciação dos originais até a elaboração dos projetos gráficos.
Além da publicação de livros resultantes da experiência profissional de docentes e pesquisadores das diversas áreas do conhecimento, a Editora PUC Minas dedica-se à publicação de periódicos organizados por professores de determinados cursos da Universidade. Alguns desses periódicos, já consolidados e com ótima avaliação pelas agências de fomento, têm alcance nacional e internacional.